# Propiomarengo plana
Espèce
Synonymes
- Afromarengo plana Haddad & Wesołowska, 2013

Propiomarengo plana est une espèce d'araignées aranéomorphes de la famille des Salticidae.

## Distribution
Cette espèce est endémique de l'État-Libre en Afrique du Sud,. Elle se rencontre vers Tussen-die-Riviere et Luckhof.

## Description
La carapace des femelles mesure de 1,7 à 1,8 mm de long sur de 1,3 à 1,4 mm et l'abdomen de 2,4 à 2,8 mm de long sur de 1,2 à 1,7 mm.

## Systématique et taxinomie
Cette espèce a été décrite sous le protonyme Afromarengo plana par Haddad et Wesołowska en 2013. Elle est placée dans le genre Propiomarengo par Azarkina et Haddad en 2020.

## Publication originale
- Haddad & Wesołowska, 2013 : « Additions to the jumping spider fauna of South Africa (Araneae: Salticidae). » Genus, vol. 24, no 3-4, p. 459-501.